# Rättsprövning
Rättsprövning kan sedan 2006 ske av vissa av svenska regeringens beslut sedan riksdagen antagit lagen (2006:304) om rättsprövning av vissa regeringsbeslut.
Rättsprövning kan ske av sådana regeringsbeslut som innefattar en prövning av någons civila rättigheter eller skyldigheter, i den mening som avses i artikel 6.1 i Europakonventionen. Sådan rättprövning har skett bland annat i detta mål där Högsta förvaltningsdomstolen ogillat klagandens yrkande.
När det gäller rättsprövning av tillståndsbeslut som omfattas av Århuskonventionens rätt till domstolsprövning, får endast vissa subjekt ansöka om rättsprövning. De organisationer som får ansöka är sådana som anges i 16 kap. 13 § miljöbalken, det vill säga ideell förening eller juridisk person som: har till huvudsakligt ändamål att tillvarata naturskydds- eller miljöskyddsintressen, inte är vinstinriktad, har bedrivit verksamhet i Sverige under minst tre år, och har minst 100 medlemmar eller på annat sätt visar att verksamheten har allmänhetens stöd.
Rättsprövningen avser endast regeringens beslut. Andra beslut, som enligt Europakonventionen ska kunna  domstolsprövas, får i stället överklagas till allmän förvaltningsdomstol i vanlig ordning. Högsta förvaltningsdomstolen prövar ansökningar om rättsprövning. En ansökan om rättsprövning ska ha kommit in till Högsta förvaltningsdomstolen senast tre månader från dagen för beslutet. Det skall framgå av ansökan vilken rättsregel sökanden anser att beslutet strider mot och vilka omständigheter som åberopas till stöd för talan.
Regeringens beslut gäller fortsatt även om ansökan om rättsprövning har gjorts. Högsta förvaltningsdomstolen får dock bestämma att om inhibition det vill säga att beslutet tills vidare inte ska gälla. Muntlig förhandling ska hållas om sökanden begär det och det inte är uppenbart obehövligt. Om Högsta förvaltningsdomstolen finner att regeringens beslut strider mot någon rättsregel på det sätt som sökanden har angett eller som klart framgår av omständigheterna, ska beslutet upphävas. Högsta förvaltningsdomstolen kan, om det behövs, återförvisa ärendet till regeringen.

## Rättshistoria
Sverige fick under lång tid kritik för att regeringsbeslut, som rörde enskilds civila rättigheter eller skyldigheter enligt Europakonventionen, inte kunde bli domstolsprövade på annat sätt än om resning beviljades. Det kunde som exempel, gälla regeringens avslag på enskilds överklagande av vägverkets beslut att fastställa en arbetsplan för en motorväg, som raserade gård och grund, boningshus och förvärvskällan samt inverkade negativt på nationellt och internationellt skyddade miljövärden. Detta stred emot bland annat Europakonventionens krav på rätt domstolsprövning.
Trots att Sverige ratificerade Europakonventionen 1952 infördes konventionen först 1995 som gällande lag och intogs en bestämmelse i 2 kap. 23 § Regeringsformen (ändrad genom lag 2010:1408 till RF 2:19) om att lag eller annan författning inte fick meddelas i strid med Sveriges åtaganden på grund av Europakonventionen. Först 1988 kom rättsprövningslagen, varigenom bland annat vissa regeringsbeslut kunde rättsprövas av Regeringsrätten efter ansökan dit, som skulle inges inom 3 månader från regeringsbeslutet. 
I de regeringsbeslut som kan rättsprövas lämnas nämligen inte någon fullföljdshänvisning om möjligheten till rättsprövning hos Regeringsrätten. Enskilda som inte känner till möjligheten till rättsprövning, sannolikt de flesta, och som velat klaga till domstol på regeringsbeslutet, går miste om det och kan härigenom drabbas av allvarlig och irreparabel rättsförlust. Det kan även innebära att viktiga allmänna, liksom internationellt skyddade intressen, till exempel miljöintressen av olika slag, aldrig blir domstolsprövade. 
Avsaknaden av den viktiga länken i kedjan mellan regeringsmakt och domstolsprövning och nyckeln till domstolsprövningen – besvärshänvisningen – medförde att rätten till domstolsprövning blev en nullitet för enskilda som inte ägde den expertkunskap om fullföljdsinstitutet, som bland annat regering och riksdag fortfarande synes sakna. Innan den nya lagen antogs, kunde regeringen ogilla ett överklagande endast under hänvisning till att klaganden inte hade rätt till överprövning.

## Fotnoter
1. ↑  https://lagen.nu/2006:304
2. ↑  http://www.riksdagen.se/Webbnav/index.aspx?nid=37&dok_id=GT0356
3. ↑  Artikel 6.1 Om rätt till en rättvis rättegång http://www.echr.coe.int/NR/rdonlyres/1009F7DB-87E3-4056-8E17-8A8A41768BA7/0/SwedishSuédois.pdf Arkiverad 16 november 2006 hämtat från the Wayback Machine.
4. ↑  https://lagen.nu/dom/ra/2006:65
5. ↑  https://lagen.nu/2006:304#P2
6. 1 2  https://lagen.nu/2006:304#P3
7. ↑  https://lagen.nu/2006:304#P5
8. ↑  https://lagen.nu/2006:304#P6
9. ↑  https://lagen.nu/2006:304#P7
10. ↑  ”Arkiverade kopian”. Arkiverad från originalet den 11 juli 2007. https://archive.is/20070711160338/http://www.advokatsamfundet.se/templates/CommonPage_Advokaten.aspx?id=6986. Läst 22 maj 2009.
11. ↑  https://lagen.nu/dom/ra/1993:87